# Bathydrilus parkeri
Bathydrilus parkeri is een ringworm uit de familie van de Naididae. De wetenschappelijke naam van de soort is voor het eerst geldig gepubliceerd in 1991 door Erséus.